# Septime (escrime)
Pour les articles homonymes, voir Septime.
Septime est l'une des huit positions de la main en escrime. C'est une position méconnue. Il s'agit, pour deux tireurs de la même main, de la position la plus éloignée. C'est néanmoins une parade utilisée surtout face à un adversaire plus petit et de main contraire.

## Description

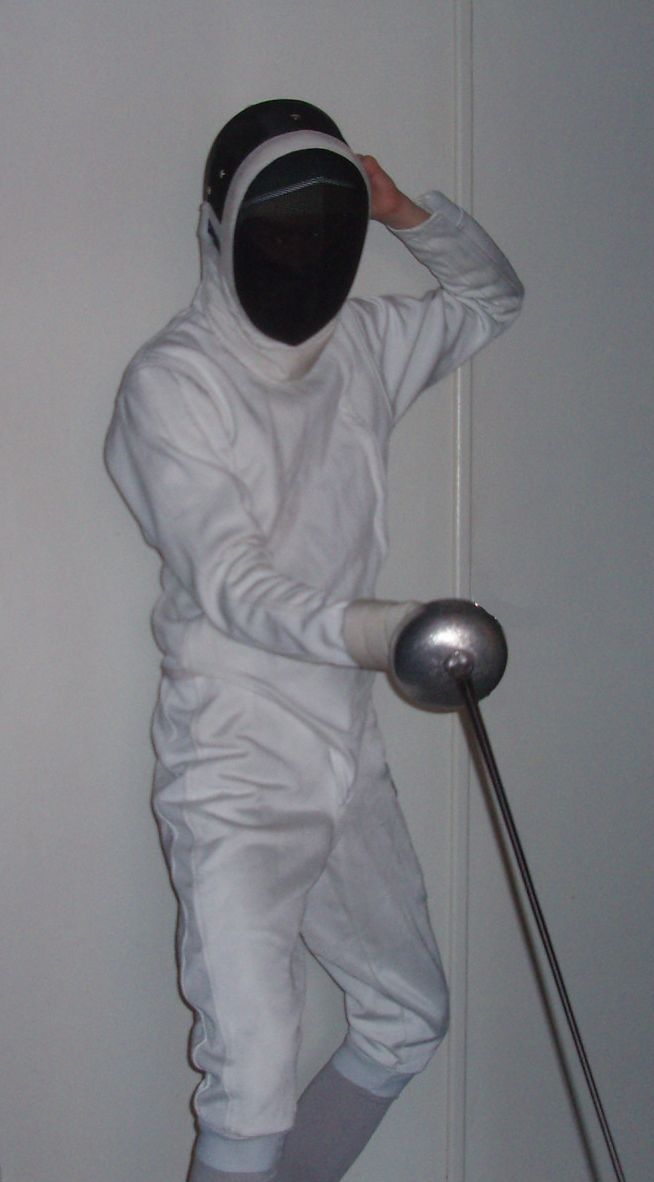
Les positions d'escrime : la Septime (à l'épée)

La main est en supination (paume et ongles vers le ciel) et la pointe de l'arme est légèrement plus basse que la main (mais dirigée vers une cible de l'adversaire). L'avant bras est collé contre le buste et la main fait un angle avec l'avant bras.

## Utilisation
Elle est principalement utilisée en tant que parade afin de défendre la cible dessous.
L'engagement de septime peut-être utilisé pour générer une réaction de l'adversaire et en tirer parti. Cet engagement est toujours surprenant.